# Running Out of Time
Série
Running Out of Time 2
(2001)
Pour plus de détails, voir Fiche technique et Distribution.
Running Out of Time (暗戰, Aau chin) est un film hongkongais réalisé par Johnnie To, sorti le 23 septembre 1999.

## Synopsis
Cheung n'a plus qu'une poignée de semaines à vivre. Son cancer est incurable. Mais son temps est précieux, car dans les prochaines 72 heures, il a décidé de mettre à mal les forces de police de Hong Kong en rivalisant de courage et d'ingéniosité. Ho, le négociateur le plus réputé de la ville va se retrouver, malgré lui, au centre de cet incroyable engrenage.

## Fiche technique
- Titre : Running Out of Time
- Titre original : 暗戰 (Aau chin)
- Réalisation : Johnnie To
- Scénario : Julien Carbon, Laurent Courtiaud et Yau Nai-hoi
- Production : Johnnie To et Christina K.Y. Lee
- Société de production : Milkyway Image
- Musique : Raymond Wong
- Photographie : Cheng Siu-keung
- Montage : Chan Chi-wai
- Pays d'origine : Hong Kong
- Format : Couleurs - 1,85:1 - Dolby Digital - 35 mm
- Genre : Action, policier, drame et thriller
- Durée : 93 minutes
- Date de sortie : 23 septembre 1999 (Hong Kong)

## Distribution
- Andy Lau (VF : Bruno Choël) : Cheung
- Lau Ching-wan (VF : Philippe Vincent) : Inspecteur Ho
- Hui Shiu-hung (VF : Philippe Peythieu) : Inspecteur chef Wong
- Jacky Cheung : Policier SDC
- Waise Lee : Baldy
- Lam Suet : Homme de main de Baldy à la moustache
- Mung YoYo : Leung Yuen Ting (la fille dans le mini bus)
- Ruby Wong : Agent de liaison avec la Grande-Bretagne

## Récompenses et distinctions
- Prix du meilleur film asiatique, lors du festival du film FanTasia 2000.
- Nominations pour le prix du meilleur acteur (Andy Lau), meilleur réalisateur et meilleur film, lors des Golden Bauhinia Awards 2000.
- Prix de la meilleure actrice (Loletta Lee) et du meilleur scénario, lors des Golden Bauhinia Awards 2000.
- Nominations pour le prix du meilleur réalisateur, meilleur montage (Chan Chi-wai), meilleur film, meilleur scénario et meilleur second rôle masculin (Hui Shiu-hung), lors des Hong Kong Film Awards 2000.
- Prix du meilleur acteur (Andy Lau), lors des Hong Kong Film Awards 2000.
- Prix du film du mérite, lors des Hong Kong Film Critics Society Awards 2000.